# Tears of JOY
「Tears of JOY」（ティアーズ・オブ・ジョイ）は、日本のR&BグループのSkoop On Somebodyが2002年6月26日にリリースした通算16枚目（Skoop On Somebodyとしては8枚目）のシングル。

## 概要
松尾潔による初プロデュース作品。以降、2004年半ば頃まで松尾のプロデュースが続く。
アルバム『Save Our Souls』には、「Extended Version」と題し、シングルヴァージョンより長尺で収録された。
初回生産分のみ、ジャケットがミニブックレット仕様。

## 収録曲
作曲・編曲:S.O.S.（特記以外）
1. Tears of JOY [5:34]
  - 作詞:松尾潔
2. sha la la (Club S.O.S. Version)  [5:21]
  - 作詞：S.O.S.・小林夏海　作曲:Face 2 fAKE
3. a tomorrowsong (Club S.O.S. Version) [4:33]
  - 作詞:松尾潔・S.O.S.　作曲:Face 2 fAKE
4. Tears of JOY (Less Vocal)  [5:32]

## カバー
Tears of JOY
- BREATHE - 2013年発売のシングル「Queen B/It's OK!!〜キミがいるから〜/Twinkle」に収録。